# Tarn (lago)

Azione glaciale che porta alla formazione di un tarn.

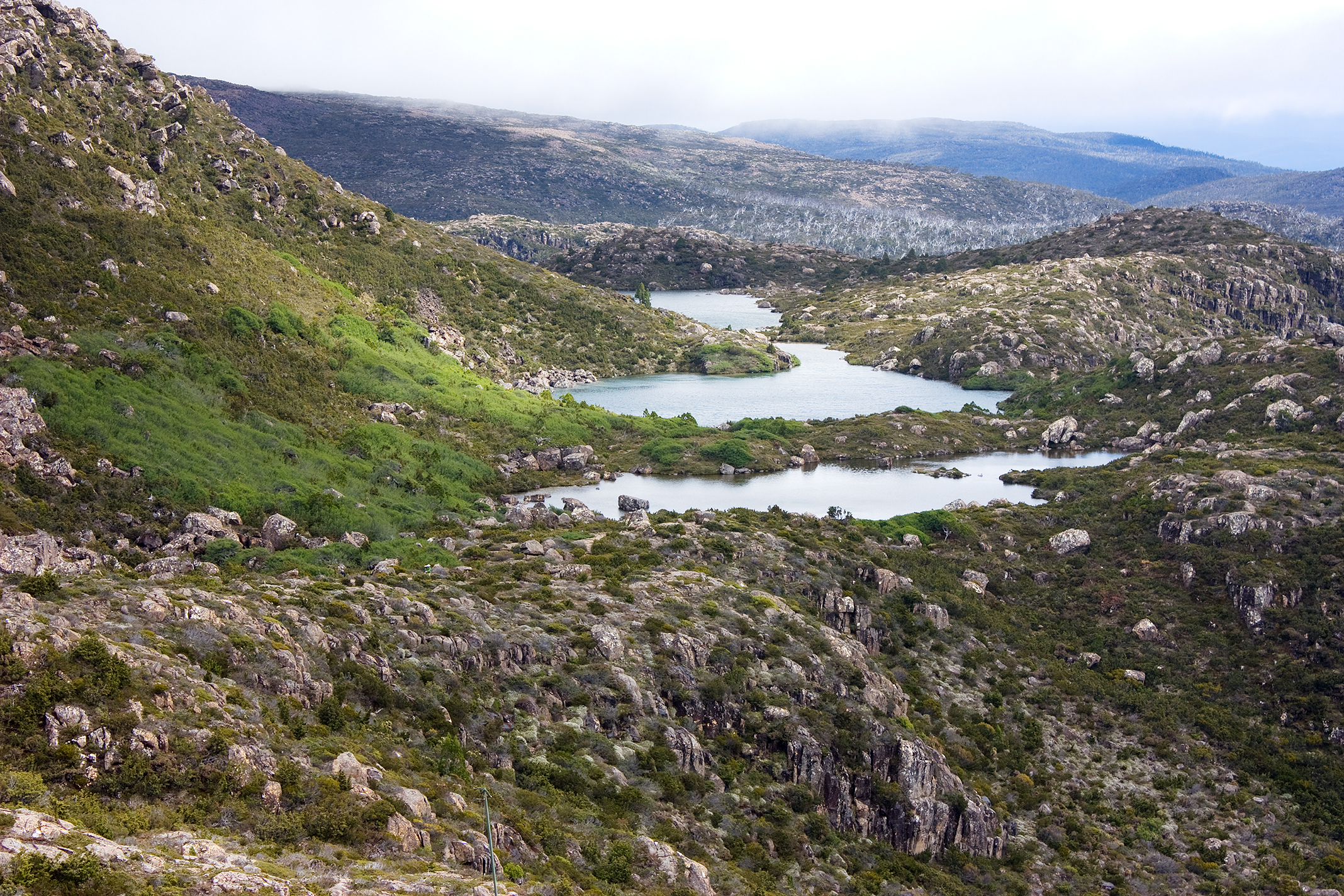
Nella foto (a cominciare dal primo piano verso il fondo) ci sono i tarn chiamati Robert, Mackenzie e Johnston (Tarn Shelf, Mt Field National Park, Tasmania, Australia). I tarn si sono formati dall'erosione glaciale.

Un tarn (pronuncia: tɑːn) o, in lingua scozzese, corrie loch (letteralmente lago di circo), è un lago o laghetto montano, formatosi in un circo scavato da un ghiacciaio quando la pioggia o l'acqua di un fiume vanno a riempire la cavità. Una morena può formare una diga naturale sì da non permettere il suo deflusso a valle.

## Etimologia
La parola è derivata dall'antico norreno tjörn che significa "stagno, laghetto". Il significato più specifico del termine come "lago di montagna" si denota nell'uso riferito comunemente a tutti gli stagni e laghetti situati nelle zone montagnose del nord dell'Inghilterra, in particolare nella Cumbria. Qui, però, il termine tarn mantiene un uso più ampio, riferito a qualsiasi laghetto o stagno, a prescindere dalla sua posizione e origine.
Nelle lingue scandinave un tjern o tjärn, tärn o tjørn è un laghetto naturale, spesso situato in una foresta o circondato da vegetazione, la quale può crescere anche nel laghetto stesso.

## Galleria d'immagini

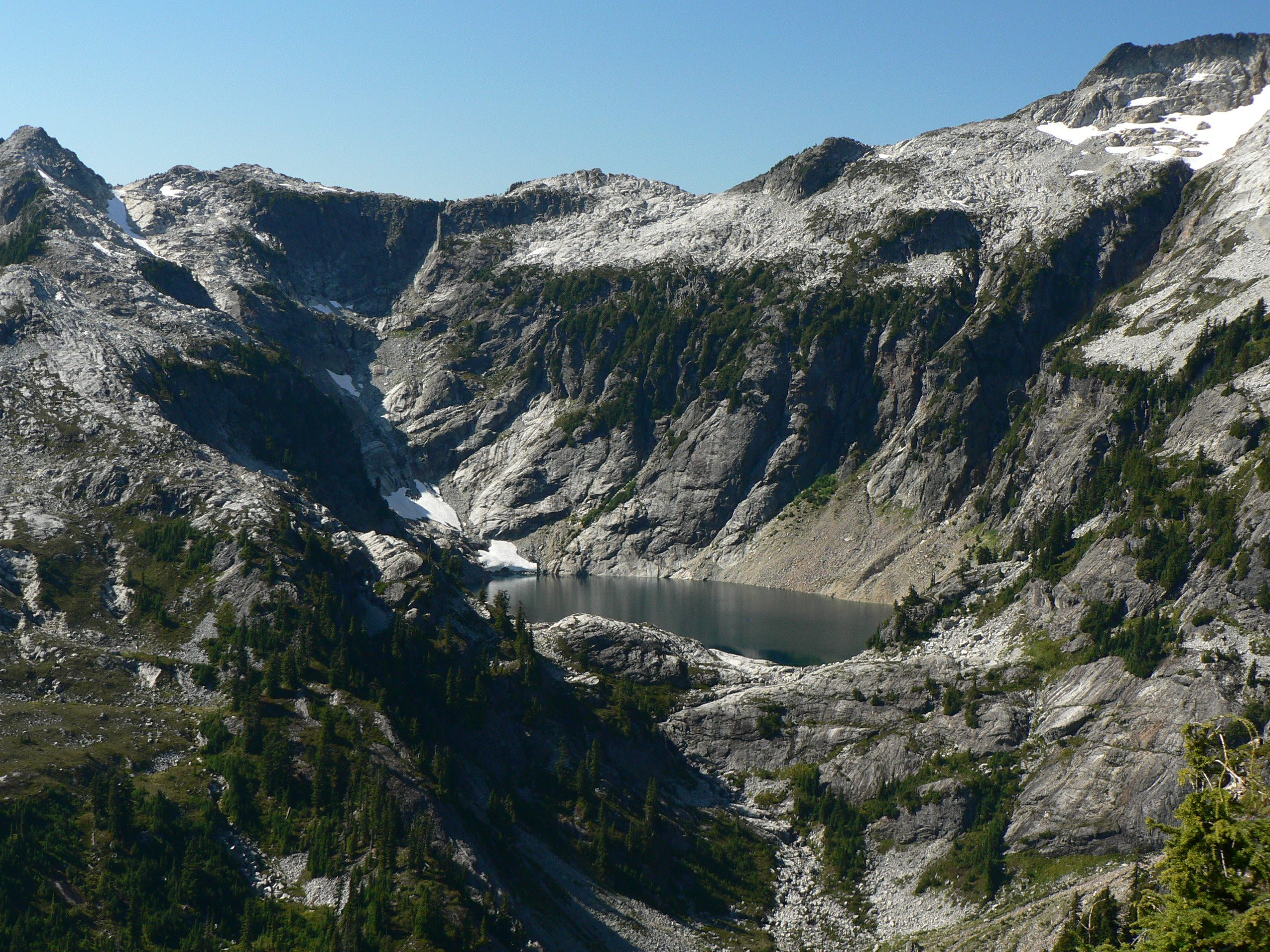
Il lago di Upper Thornton nel Parco Nazionale delle Cascate del nord, USA
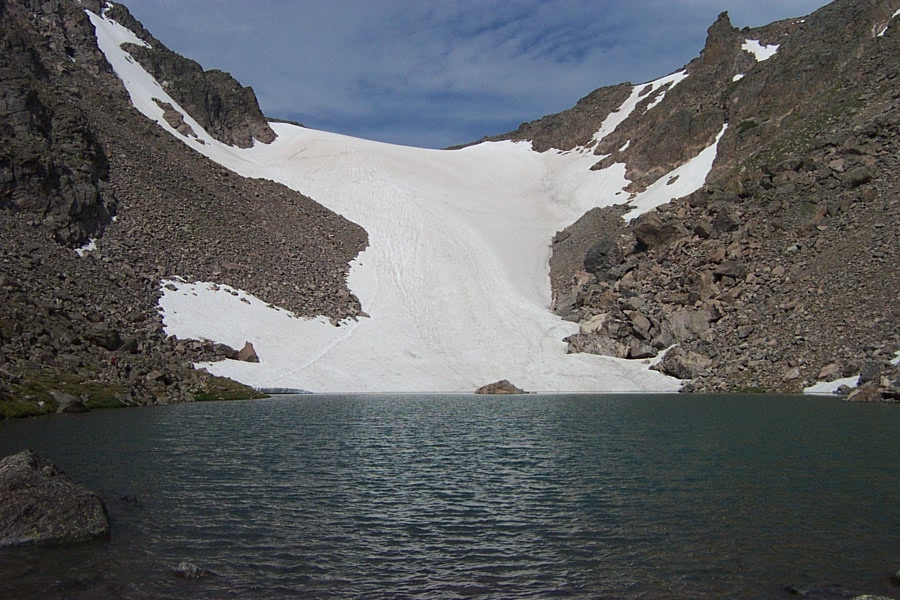
Il tarn Andrews alla base dell'Andrews Glacier nel Parco Nazionale delle Montagne Rocciose, USA
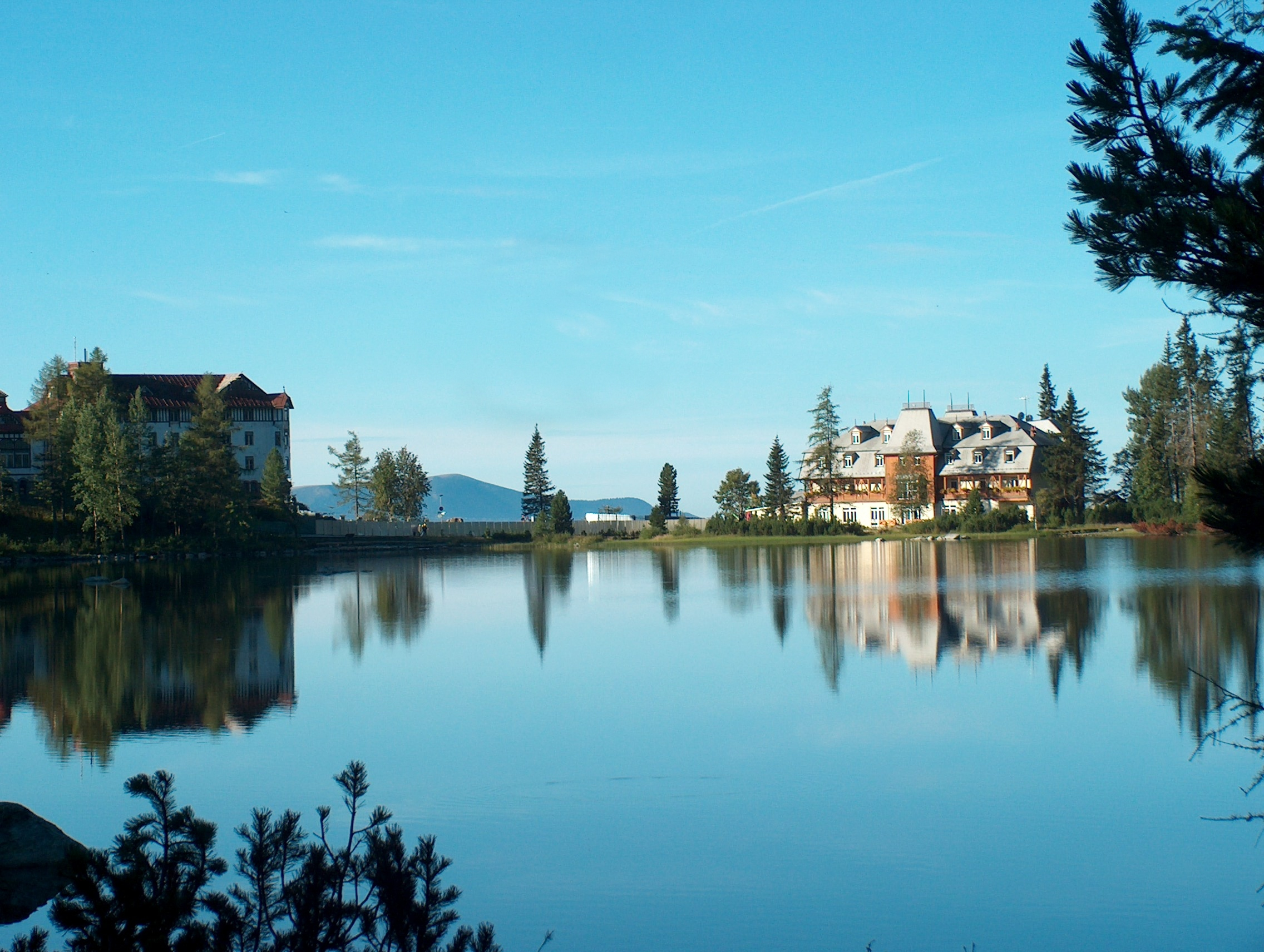
Štrbské pleso, il tarn più famoso in Slovacchia (Alti Tatra)
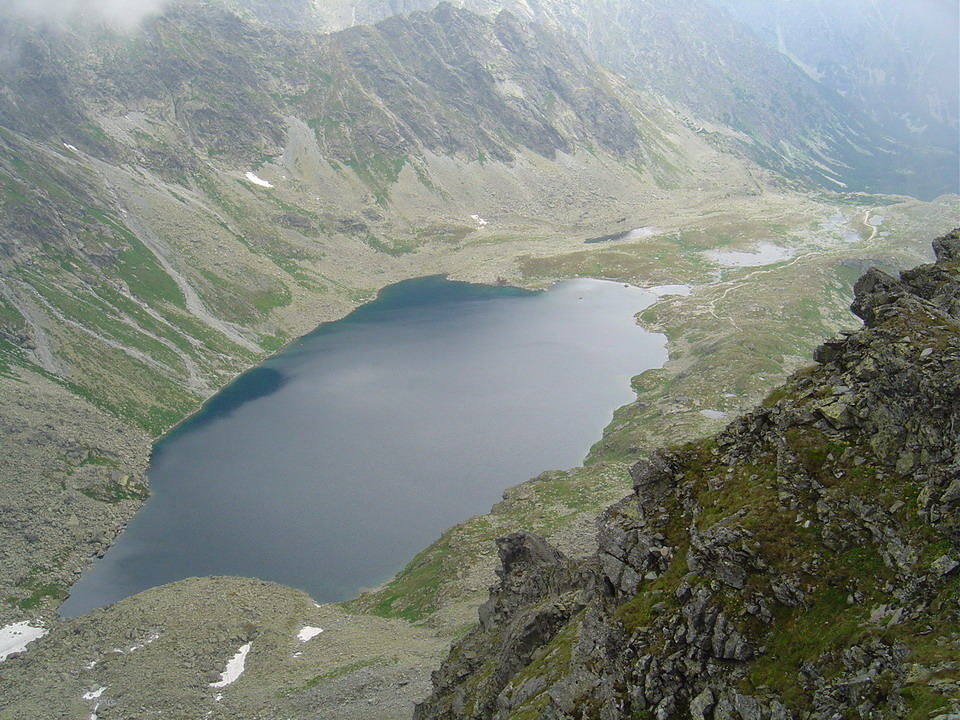
Il tarn Veľké Hincovo pleso, il tarn più grande e più profondo della Slovacchia
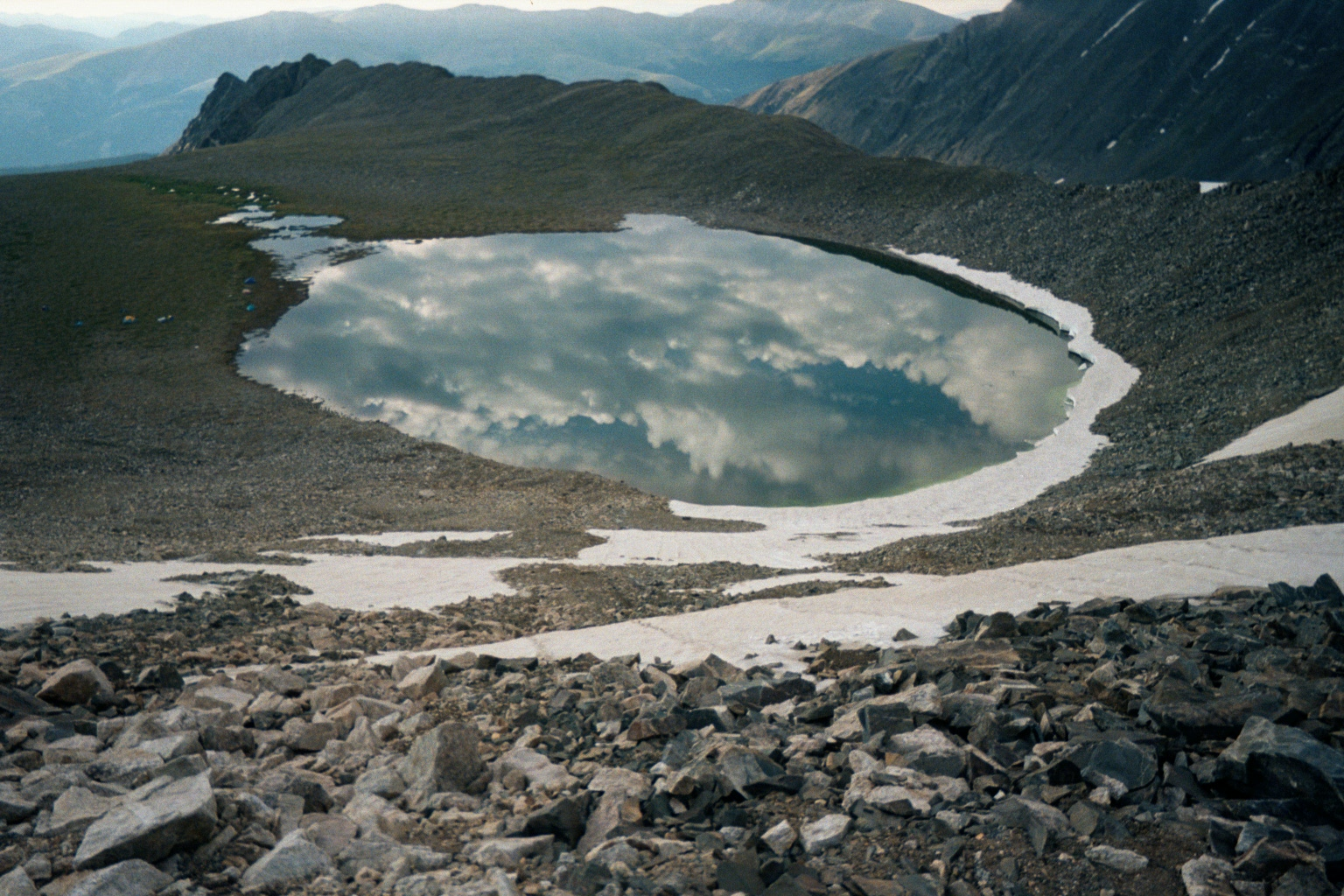
Pacific Tarn nel Tenmile Range nei pressi di Breckenridge, Colorado; negli Stati Uniti è il lago situato alla più elevata altitudine 13 420 piedi (4 090 m).